# Vectaerovenator
Vectaerovenator ist eine Gattung theropoder Dinosaurier aus der Gruppe der Tetanurae, welche während des späten Aptiums der Unterkreide, vor 116 Mio. Jahren, auf dem Gebiet des heutigen England lebte. Die Gattung wurde von Chris Barker et al. beschrieben. Einzige Art der monotypischen Gattung ist Vectaerovenator inopinatus. Vermutlich konnte ein ausgewachsener Vectaerovenator eine Länge von 4 Metern erreichen.

## Etymologie
Der Gattungsname Vectaerovenator bedeutet so viel wie „luftgefüllter Jäger der Isle of Wight“. Der Name bezieht sich sowohl auf den Fundort, die Isle of Wight in Großbritannien, andererseits auch auf die Tatsache, dass die Wirbel, welche man von Vectaerovenator fand, hohl waren.

## Entdeckung
Die Gattung Vectaerovenator ist ausschließlich von vorderen Rückenwirbeln, einem Mittelkaudalwirbel und einem Halswirbel bekannt, welche von den Holotypus-Exemplaren IWCMS 2020.400, 2020.407 und 2019.84 stammen und auf der Isle of Wight gefunden wurden. Wahrscheinlich gehören die Überreste jedoch zu demselben Exemplar. Erstmals wurden die Überreste im Jahr 2019 entdeckt. Bei Vectaerovenator handelt es sich um den ersten Vertreter der „Nichtvogel“-Theropoda, dessen Überreste jemals in Großbritannien entdeckt wurden.

## Systematik
In einer anatomischen Analyse wurde festgestellt, dass Vectaerovenator mehrere homoplasische Merkmale mit verschiedenen Ordnungen innerhalb der Tetanurae teilt, so beispielsweise mit den Megalosauroidea, den Carcharodontosauria und den Coelurosauria. Aufgrund dessen wurde Vectaerovenator als basaler Vertreter der Tetanurae eingeordnet, welcher keinem Taxon sicher zugeordnet werden kann. Trotz der spärlichen Überreste kann davon ausgegangen werden, dass es sich bei Vectaerovenator um eine valide Gattung handelt.